# Società Sportiva Panigale 1943-1944
Questa voce raccoglie le informazioni riguardanti  la Società Sportiva Panigale nelle competizioni ufficiali della stagione 1943-1944.

## Rosa
| N. |                   | Ruolo | Calciatore        |
| -- | ----------------- | ----- | ----------------- |
|    | Italia (bandiera) | C     | Eligio Bertuzzi   |
|    | Italia (bandiera) | C     | Cesare Busi       |
|    | Italia (bandiera) | D     | Walter Casini     |
|    | Italia (bandiera) | A     | Dante Giacobazzi  |
|    | Italia (bandiera) | A     | Antonio Innocenti |
|    | Italia (bandiera) | D     | Dino Lambertini   |
|    | Italia (bandiera) | D     | Rotilio Lorenzini |
|    | Italia (bandiera) | C     | Renato Mantovani  |
|    | Italia (bandiera) | P     | Cesare Masi       |

| N. |                   | Ruolo | Calciatore       |
| -- | ----------------- | ----- | ---------------- |
|    | Italia (bandiera) | A     | Sergio Montanari |
|    | Italia (bandiera) | A     | Luciano Nerozzi  |
|    | Italia (bandiera) | D     | Giuseppe Novi    |
|    | Italia (bandiera) | C     | Wannes Parenti   |
|    | Italia (bandiera) | A     | Walter Rambaldi  |
|    | Italia (bandiera) | A     | Ulderico Roveri  |
|    | Italia (bandiera) | D     | Aldo Tugnoli     |
|    | Italia (bandiera) | C     | Remo Vignoli     |

## Statistiche

### Statistiche dei giocatori
| Giocatore     | Divisione Nazionale | Divisione Nazionale | Totale   | Totale |
| Giocatore     | Presenze            | Reti                | Presenze | Reti   |
| ------------- | ------------------- | ------------------- | -------- | ------ |
| E. Bertuzzi   | 1                   | 0                   | 1        | 0      |
| C. Busi       | 4                   | 0                   | 4        | 0      |
| W. Casini     | 5                   | 0                   | 5        | 0      |
| D. Giacobazzi | 3                   | 0                   | 3        | 0      |
| A. Innocenti  | 1                   | 0                   | 1        | 0      |
| D. Lambertini | 1                   | 0                   | 1        | 0      |
| R. Lorenzini  | 5                   | 0                   | 5        | 0      |
| R. Mantovani  | 2                   | 0                   | 2        | 0      |
| C. Masi       | 5                   | -9                  | 5        | -9     |
| S. Montanari  | 1                   | 0                   | 1        | 0      |
| L. Nerozzi    | 3                   | 0                   | 3        | 0      |
| G. Novi       | 1                   | 0                   | 1        | 0      |
| W. Parenti    | 4                   | 0                   | 4        | 0      |
| W. Rambaldi   | 5                   | 3                   | 5        | 3      |
| U. Roveri     | 4                   | 2                   | 4        | 2      |
| A. Tugnoli    | 5                   | 0                   | 5        | 0      |
| R. Vignoli    | 5                   | 2                   | 5        | 2      |